# Charmosyna pulchella
Charmosyna pulchella é uma espécie de ave da família Psittacidae.
É encontrado em Nova Guiné.
Os seus habitats naturais são: florestas subtropicais ou tropicais húmidas de baixa altitude e regiões subtropicais ou tropicais húmidas de alta altitude.